# Сере ди Конка (Фрозиноне)
Сере ди Конка је насеље у Италији у округу Фрозиноне, региону Лацио.
Према процени из 2011. у насељу је живело 76 становника. Насеље се налази на надморској висини од 430 м.